# موزی لین
موزی لین (به انگلیسی: Muzzy Lane) یک استودیو توسعه بازی‌های رایانه‌ای است که در سال ۲۰۰۲، در نیوبوریپورت، ماساچوست تأسیس شد. محصولات تولید شده در این استودیو، تحت پلت‌فرم‌های رایانه شخصی و مکینتاش عرضه می‌شوند. این شرکت، در طول سال‌های فعالیت خود، به ساخت بازی‌های تاریخی-آموزشی تمرکز نموده است؛ به صورتی که بازی‌هایی نظیر ساختن تاریخ اکنون در بسیاری از مدارس ایالات متحده به عنوان دروس آموزش تاریخ مورد استفاده قرار می‌گیرد.